# Kurhaus di Merano
Il Kurhaus di Merano, costruito nel 1874 da Josef Czerny, ristrutturato e ampliato tra 1912 e 1914 dall'architetto viennese Friedrich Ohmann, è uno dei simboli della città termale altoatesina ed uno dei capolavori in stile liberty più famosi di tutta l'area alpina.

## Storia

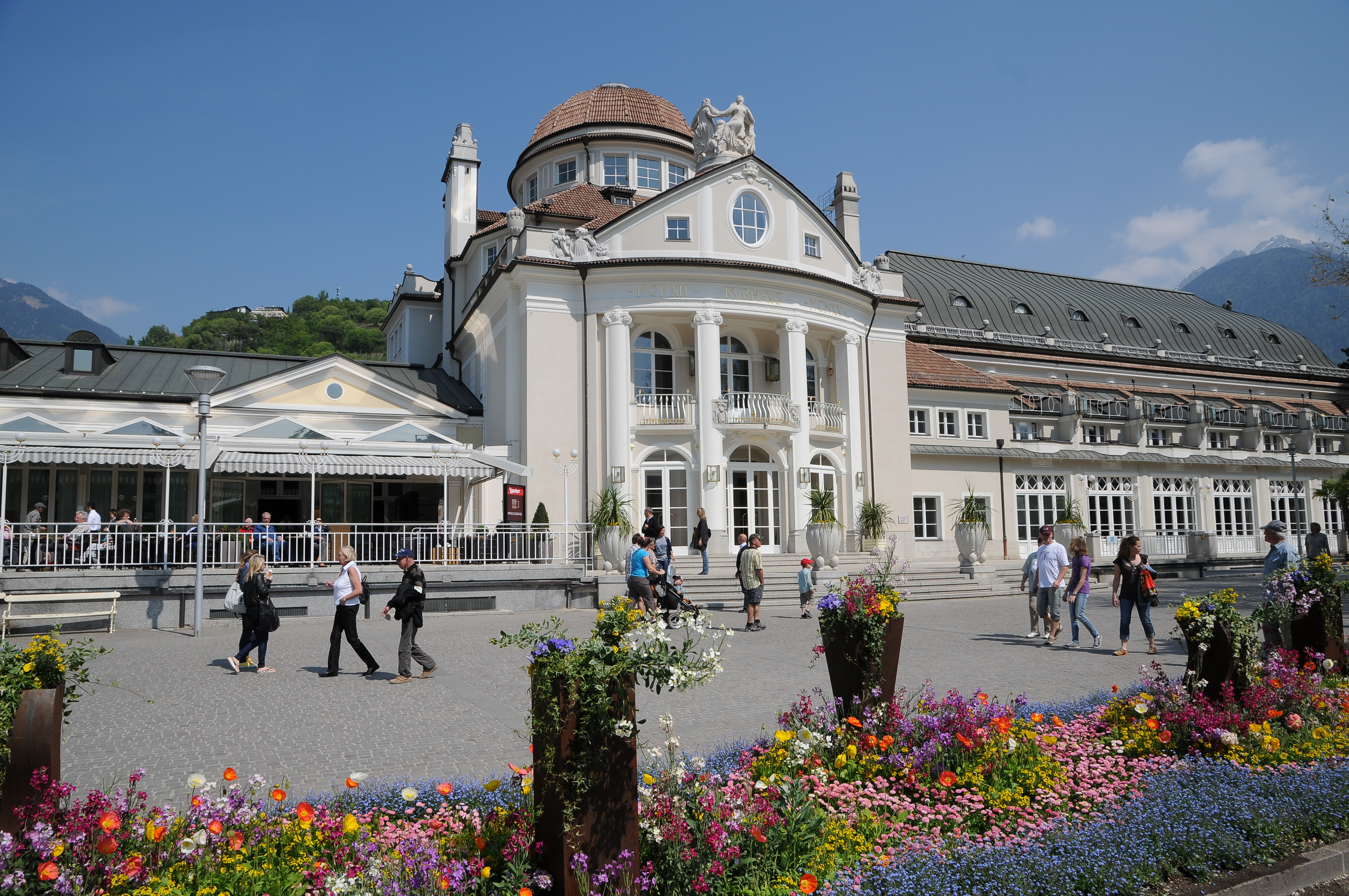
Vista del Kurhaus

Progettato nel 1873 dall'architetto Josef Czerny, il Kurhaus venne inaugurato il 14 novembre 1874 con la luce di oltre 120 lampade a gas. La costruzione comprendeva inizialmente solo l'attuale ala ovest.
Ulteriori modifiche si verificarono nel corso degli anni: nel 1897 fu allestita l'illuminazione elettrica e vennero create nuove sale di lettura. Presto il Kurhaus si rivelò comunque inadatto ad accogliere i sempre più numerosi ospiti, tanto che si decise di sottoporlo ad un radicale rinnovamento, che prevedeva anche l'ampliamento degli spazi disponibili. Il nuovo Kurhaus, espressione di eleganza e modernità, avrebbe dovuto essere costruito in parte al posto della struttura del 1874, in parte occupando nuovi spazi tra il centro storico e il fiume Passirio. Nel 1911 la proposta dell'architetto viennese Friedrich Ohmann venne approvata dalle autorità locali, e l'anno seguente si dette inizio alla costruzione. Ohmann, architetto Jugendstil, progettò la rotonda e la grande sala detta Kursaal, dal soffitto decorato da pitture di Rudolf Jettmar, Orazio Gaigher e Alexander Rothaug. Ohmann, in pieno spirito Jugendstil, concepiva la sua creatura come un'opera d'arte totale (Gesamtkunstwerk), tanto che progettò personalmente anche le decorazioni interne e perfino gli accessori, come l'argenteria in dotazione alla struttura.
Lo scoppio della prima guerra mondiale impedì l'esecuzione del grandioso progetto nella sua totalità. Il rinnovato complesso di Kurhaus e Kursaal fu quindi inaugurato il 31 dicembre 1914.
All'interno del Kursaal si tenne, il 23 novembre 1969, lo storico congresso della Südtiroler Volkspartei durante il quale venne approvato, a stretta maggioranza, il cosiddetto pacchetto per l'Alto Adige, storica tappa dell'autonomia altoatesina.
Tra 1985 e 1989 l'edificio fu sottoposto ad un radicale restauro.

## Descrizione
L'edificio è uno dei simboli turistici della città, sede della locale azienda di soggiorno oltre che numerose manifestazioni internazionali, fra le quali ad esempio il Merano WineFestival e le Settimane Musicali Meranesi.
In tutto conta tredici sale capaci di ospitare dalla decina al migliaio di persone.
Nell'ex locale caldaie del Kurhaus trova posto, dal 1993, la sala teatrale Theater in der Altstadt.
All'interno una targa ricorda Andreas Hellrigl, uno dei più famosi chef altoatesini.

## Letteratura
- Abram Renate, Il Kurhaus di Merano. Aspetti storici della città di cura, Tappeiner, Lana 1999.
- AA. VV., 100 x Kurhaus 1914-2014, La Fabbrica del Tempo, Bolzano 2014.